# Zdzisław Połącarz
Zdzisław Franciszek Połącarz, pseudonim Zdzich (ur. 19 kwietnia 1945 w Oświęcimiu) – polski malarz, grafik, rysownik, działacz społeczny.

## Życiorys
Urodził się 19 kwietnia 1945 r. w Oświęcimiu. Jest synem Franciszka i Anny z. domu Pomietlarz. (b. więźniowie obozów Mauthausen i Auschwitz-Birkenau). Ukończył Szkołę Podstawową nr 2 im. Łukasza Górnickiego w Oświęcimiu (obecnie Miejskie Gimnazjum nr 2 im. Łukasza Górnickiego w Oświęcimiu). Maturę zdał w roku 1968 w Technikum Budowlanym w Oświęcimiu. W roku tym rozpoczął studia w zakresie budownictwa na Wydziale Budownictwa Politechniki Śląskiej
W l. 1969–1971 odbył zasadniczą służbę wojskową w Tarnowie, Rzeszowie i Mielcu. Po jej odbyciu zatrudniony był na różnych stanowiskach związanych ze swoim wykształceniem i zainteresowaniami. Do 1973 r. był inspektorem kontroli technicznej w Miejskim Przedsiębiorstwie Gospodarki Komunalnej w Oświęcimiu. Po uzyskaniu uprawnień budowlanych został inspektorem ds. budownictwa w Urzędzie Miejskim tego miasta, a od 1975 r. starszym inspektorem ds. budownictwa w Urzędzie Gminy Oświęcim. Od 1975 r. kontynuował naukę w Studium Budownictwa Wiejskiego przy Wyższej Szkole Pedagogicznej w Zielonej Górze. W l. 1982–1986 pracował w Bielsku-Białej jako kierownik w Wojewódzkim Związku Kółek i Organizacji Rolniczych.
Był także w latach 1987–1990 nauczycielem plastyki w Zespole Szkół Zawodowych i Ogólnokształcących Zgromadzenia Salezjańskiego w Oświęcimiu. Od 1990 na rencie.

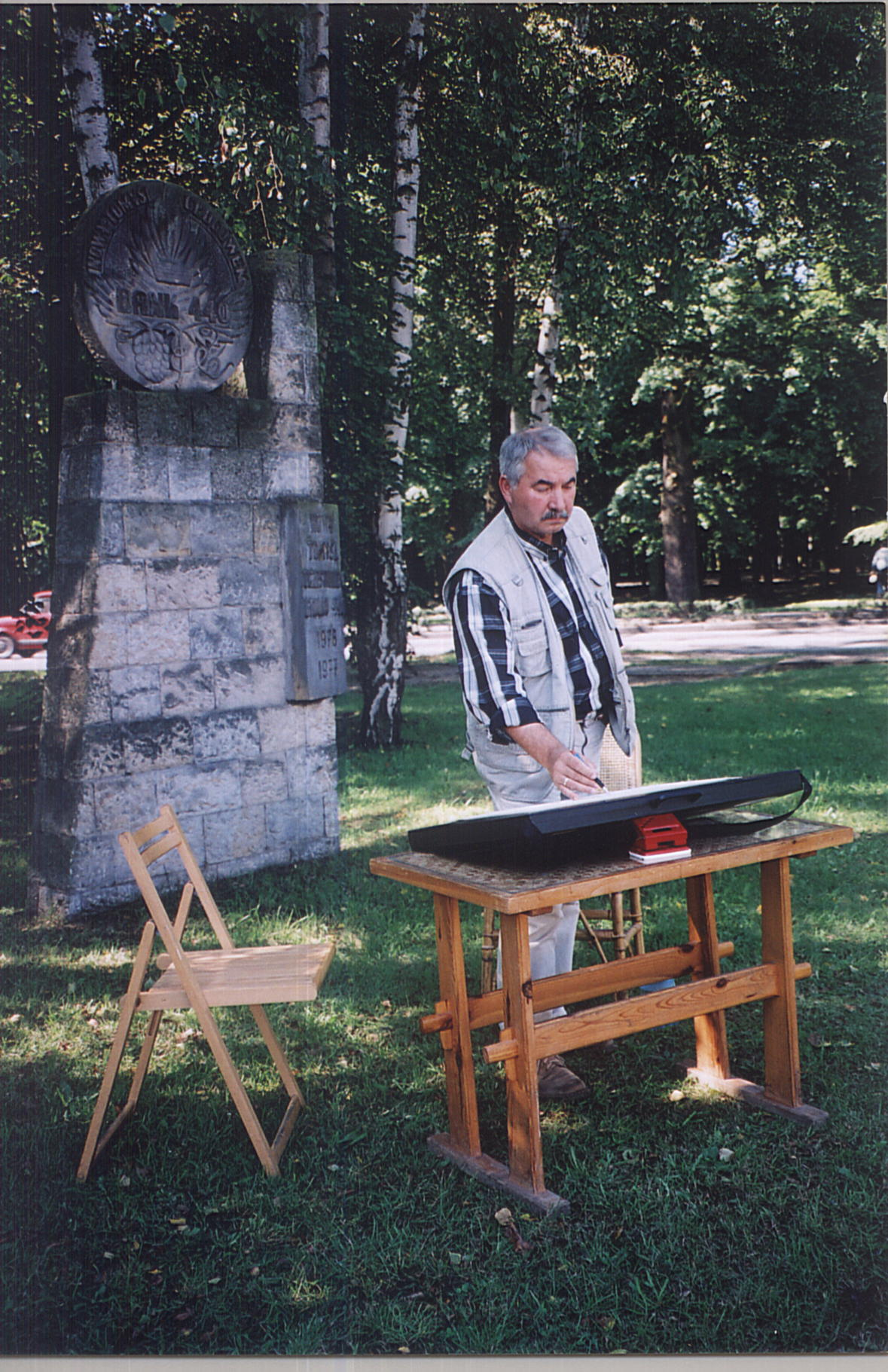
Zdzisław Połącarz (2004)

Jego zainteresowania rysunkiem i malarstwem rozpoczęły się w latach 60. ubiegłego wieku.
Obecnie artysta wypowiada się w różnych technikach plastycznych: rysunku, pastelu, malarstwie olejnym i akwarelowym. Zajmuje się ilustrowaniem i projektowaniem tomików poetyckich. Zrealizował kilkanaście cykli
rysunkowych oraz albumów graficznych. Jest od wielu lat głównym inicjatorem i organizatorem ponad 270 krajowych i międzynarodowych plenerów malarsko–rzeźbiarskich oraz ich komisarzem. Jest także wieloletnim konsultantem grup artystów Europy Zachodniej i Wschodniej; działa na rzecz upowszechnienia kultury polskiej w Niemczech.
Prace oświęcimskiego artysty eksponowane były na prawie 600 wystawach zbiorowych; jest autorem ponad 130 wystaw indywidualnych w kraju i za granicą. Jego prace znajdują się w zbiorach muzealnych w kraju, za granicą oraz w kolekcjach prywatnych.
Był współzałożycielem wraz Marianem Majkutem oraz Ryszardem Pocztowskim galerii „Pryzmat”, działającej przy Oddziale Stowarzyszenia Inżynierów i Techników Przemysłu Chemicznego w Oświęcimiu.
Dwukrotny stypendysta Ministerstwa Kultury, w 2003 i 2005 roku.

## Życie prywatne
Jego żoną jest pochodząca z Wielkopolski Maria Witkiewicz. Ma córkę Alicję (ur. 1975) i syna Tomasza (ur. 1976).
Od 1999 r. mieszka i tworzy w Nowym Tomyślu.

## Dorobek artystyczny
Ulubione tematy prac Zdzisława Połącarza, w których się specjalizuje, to pejzaże oraz zabytkowa architektura sakralna i świecka. Artysta posługuje się głównie rysunkiem i akwarelą, rzadziej olejem.

### Cykle rysunkowe
Opracował cykle grafik: "Oświęcim" • "Grodzisk Wielkopolski" • "Stary Zator" • "Sominy" • "Krotoszyn" • "Śmigiel" • "Kościan" • "Międzychód" • "Gusko".

### Albumy graficzne
- 2001 – "Oświęcim" • "Grodzisk Wlelkopolski" • "Ginąca architektura oraz stare kościółki i zabytki w Małopolsce" • "Uroki plenerowe w rysunkach graficznych" • "Moje miasta w rysunkach graficznych" • "Najpiękniejsze zakątki Krotoszyna" • "Uroki plenerowe i skanseny w akwareli" • "Miasta Europy w akwareli" (dwa tomy) • „Najpiękniejsze zakątki Krotoszyna w akwareli”
- 2005 – "Wielkopolskie kościoły drewniane" • "Śląskie kościoły drewniane"

### Projekty i ilustracje tomików poetyckich
M.in. Oświęcim – Miasto Pamięci, Pokoju, Spotkań, Dialogu i Pojednania : utwory nagrodzone w III Konkursie Literackim im. Tadeusza Makowskiego w 1995 r. (wraz z Marianem Majkutem).
W roku 1998 artysta opublikował własny tomik fraszek "Taniec z fraszkami".

## Wystawy
Prace artysty są praktycznie nieustannie prezentowane na wszystkich liczących się wystawach sztuki współczesnej, tak w kraju, jak i za granicą.

### Wystawy indywidualne
Ponad 130 wystaw indywidualnych; wielokrotnie w Oświęcimiu i Nowym Tomyślu oraz w Krakowie, Brnie, Chrzanowie, Popradzie, Mysłowicach, Olsztynie, Grodzisku Wielkopolskim i Bielawie.

### Wystawy zbiorowe
Prawie 600 wystaw zbiorowych; w Niemczech, Czechach, Austrii, Francji, Danii, Holandii, Turcji i Grecji.

### Plenery
Jest od wielu lat głównym inicjatorem i organizatorem plenerów malarsko–rzeźbiarskich oraz ich komisarzem; m.in. w Krotoszynie, Wieliczce, Zebrzydowicach, Lipnicy Dolnej koło Wiśnicza, Kazimierzu Dolnym, Niemczy, Jastarni i Szczytnie.

## Nagrody i wyróżnienia
Za swoje zasługi w działalności na rzecz upowszechniania kultury oraz działalność charytatywną i społeczną oświęcimski artysta był wielokrotnie wyróżniany m.in.
- 1989 – "Zasłużony dla województwa bielskiego";
- 1997 – Nagroda specjalna Ministra Kultury i Sztuki, Zasłużony Działacz Kultury;
- 1998 – Złoty Krzyż Zasługi – na wniosek Ministra Kultury i Sztuki za zasługi w działalności na rzecz upowszechniania kultury;
- 2001 – „Honorowy Obywatel Niemczy”;
- 2002 – „Medal Miasta Oświęcim”;
- 2003 – Stypendium Ministra Kultury, „Zasłużony dla miasta Niemczy";
- 2004 – Krzyż Kawalerski Orderu Odrodzenia Polski – na wniosek Prezesa Rady Ministrów, za wybitne zasługi w dziedzinie malarstwa, za działalność społeczną i charytatywną;
- 2005 – Puchar Marszałka Sejmu Józefa Zycha dla najaktywniejszego plenerowicza europejskiego, Stypendium Ministra Kultury;
- 2006 – „Odznaka honorowa za zasługi dla Województwa Wielkopolskiego”, "Zasłużony dla powiatu nowotomyskiego", "Zasłużony dla powiatu grodziskiego", "Zasłużony dla miasta i gminy Nowy Tomyśl".

Za swoje prace, które brały udział w konkursach w kraju i za granicą, otrzymał wiele nagród i wyróżnień, m.in.
w 1995 r. "Certificate of Achievement" w Ohio.

## Przynależność organizacyjna
- Regionalne Stowarzyszenie Twórców Kultury "Grupa na Zamku" w Oświęcimiu
- Związek Plastyków Warmii i Mazur w Olsztynie
- Polskie Stronnictwo Ludowe; (obecnie prezes Zarządu Miejskiego PSL w Nowym Tomyślu, poprzednio przez 17 lat prezes Zarządu Miejskiego PSL w Oświęcimiu)
- Stowarzyszenie Artystów Polskich na Ukrainie (od 2006)